# 特賴阿德群島
特賴阿德群島（英語：Triad Islands），是南極洲的群島，位於葛拉漢地西岸，處於查維斯島以東2.8公里，由英國探險隊繪入地圖，在1959年由英國南極名稱諮詢委員會命名，現時由南極條約體系管理。